# Ville de commune
Une ville commune est, dans le royaume de France, une ville administrée par les habitants confédérés et liés entre eux par un serment reconnu par le roi. 

## Exemples
- Abbeville
- Aire-sur-la-Lys
- Amiens (jusqu'en 1597)
- Angoulême
- Arras
- Bapaume
- Bayonne
- Beauvais
- Dax
- Heuchin (jusqu'en 1752)
- La Rochelle (jusqu'en 1628)
- Montreuil
- Niort
- Noyon
- Péronne
- Saintes
- Saint-Jean-d'Angély (jusqu'en 1621)
- Saint-Maixent
- Saint-Omer
- Saint-Pol
- Saint-Quentin

## Source
- Roland Mousnier, Les Institutions de la France sous la monarchie absolue : 1598-1789, Paris, Puf, 2005, 1253 p. (ISBN 2-13-054836-9), p. 435 à 469.